# Drosophila nagarholensis
Drosophila nagarholensis este o specie de muște din genul Drosophila, familia Drosophilidae, descrisă de Prakash și C. Adinarayana Reddy în anul 1980. Conform Catalogue of Life specia Drosophila nagarholensis nu are subspecii cunoscute.